# Langhe (vino)
Langhe è una DOC riservata ad alcuni vini la cui produzione è consentita nella provincia di Cuneo.

## Zona di produzione
La zona di produzione comprende l'intero territorio dei comuni di Alba, Albaretto della Torre, Arguello, Baldissero d'Alba, Barbaresco, Barolo, Bastia Mondovì, Belvedere Langhe, Benevello, Bergolo, Bonvicino, Borgomale, Bosia, Bossolasco, Bra, Briaglia, Camo, Canale, Carrù, Castagnito, Castellinaldo d'Alba, Castellino Tanaro, Castiglione Falletto, Castiglione Tinella, Castino, Cerretto Langhe, Cherasco, Cigliè, Cissone, Clavesana, Corneliano d'Alba, Cortemilia, Cossano Belbo, Cravanzana, Diano d'Alba, Dogliani, Farigliano, Feisoglio, Gorzegno, Govone, Grinzane Cavour, Guarene, Igliano, La Morra, Lequio Berria, Levice, Magliano Alfieri, Mango, Marsaglia, Mombarcaro, Monchiero, Mondovì, Monforte d'Alba, Montà, Montaldo Roero, Montelupo Albese, Monteu Roero, Monticello d'Alba, Murazzano, Narzole, Neive, Neviglie, Niella Belbo, Niella Tanaro, Novello, Perletto, Pezzolo Valle Uzzone, Piobesi d'Alba, Piozzo, Pocapaglia, Priocca, Prunetto, Roascio, Rocca Cigliè, Rocchetta Belbo, Roddi, Roddino, Rodello, San Benedetto Belbo, San Michele Mondovì, Santa Vittoria d'Alba, Santo Stefano Belbo, Santo Stefano Roero, Serralunga d'Alba, Serravalle Langhe, Sinio, Somano, Sommariva Perno, Torre Bormida, Treiso, Trezzo Tinella, Verduno, Vezza d'Alba, Vicoforte.
La zona di produzione delle tipologie Arneis e Arneis passito è limitata all'intero territorio dei comuni di: Alba, Baldissero d'Alba, Barbaresco, Canale, Castagnito, Castellinaldo d'Alba, Corneliano d'Alba, Diano d'Alba, Govone, Grinzane Cavour, Guarene, Magliano Alfieri, Mango, Montà, Montaldo Roero, Monteu Roero, Monticello d'Alba, Neive, Neviglie, Piobesi d'Alba, Pocapaglia, Priocca, Roddi, Rodello, Santa Vittoria d'Alba, Santo Stefano Roero, Sommariva Perno, Treiso, Trezzo Tinella, Verduno, Vezza d'Alba.
La zona di produzione della sottozona Nascetta del comune di Novello o Nas-cëtta del comune di Novello è limitata all'intero territorio del comune di Novello e a parte dei comuni di Barolo e Monforte d'Alba.

## Storia
La storia del vino nelle Langhe può collocarsi ai tempi dell'insediamento dei Liguri Statielli; con l'arrivo dei Celti vennero migliorate la viticoltura e la vinificazione. Giulio Cesare, al ritorno dalle guerre galliche, si rifornì di vino locale ad Alba Pompeia.

### Favorita
La Favorita è un'uva con origini documentate nel 1676: i documenti dei Conti Roero di Vezza e di Guarene riportano già il nome “favurie” e parlano di vinificazione in purezza. Si trattava del vitigno ligure Vermentino arrivato in Piemonte attraverso l'Appennino, lungo le antiche strade del sale e dell'olio, rotte commerciali attive dall'età preromana e sviluppatesi per tutto l'arco del medioevo, fino a tempi recenti attraverso il commercio delle acciughe sotto sale.
Questo vitigno conosce uno sviluppo importante tra XIX e XX secolo ed era anche molto apprezzata come uva da tavola, per poi cadere nell'oblio, fino alla sua riscoperta negli anni settanta. È l'unico caso di Vermentino coltivato lontano dal mare, in un clima di tipo continentale che lo caratterizza rispetto al suo omologo ligure. La Favorita, infatti, coltivata nei terreni sabbiosi del Roero, conferisce al vino una fragranza peculiare, delicata ma dal retrogusto amarognolo. In piemontese l'uva Favorita è detta Furmentin, a causa del suo colore paglierino la cui tonalità ricorda il grano maturo.

### Nebbiolo
La prima citazione dell'uva Nebbiolo risale al 1268, data di alcuni documenti redatti nel castello di Rivoli che citano il vino "Nibiol". La produzione di Nabbiolo crebbe sensibilmente durante il Rinascimento, sino a raggiungere la notorietà quando nel 1751 venne spedita a Londra una partita di "Barol"', assaggiata anche da Thomas Jefferson, che ne cita le qualità, descrivendolo «quasi amabile come il Bordeaux e vivace come lo Champagne».

## Tecniche di produzione
I vigneti devono essere su terreni collinari, di altitudine inferiore a 800 metri s.l.m. e portare almeno 3.300 ceppi/ha. 
Rispetto alle altre denominazioni presenti nella stessa area, è vietato classificare "Langhe DOC" gli esuberi di produzione delle DOCG ed è invece consentito declassare a "Langhe DOC" le normali produzioni destinate a DOCG e DOC.

## Disciplinare
La DOC Langhe è stata istituita con D.M. 22.11.1994 pubblicato sulla Gazzetta Ufficiale n. 283 del 03.12.1994.
Successivamente è stato modificato con:
- D.M. 21.02.1996, G.U. 56 del 07.03.1996
- D.M. 22.08.2001, G.U. 209 del 08.09.2001
- D.M. 21.01.2010, G.U. 23 del 29.01.2010
- D.M. 14.12.2010, G.U. 301 del 27.12.2010
- D.M. 30.11.2011, G.U. 295 del 20.12.2011 Pubblicato sul sito ufficiale del Mipaaf
- D.M. 12.07.2013 Pubblicato sul sito ufficiale del Mipaaf
- La versione in vigore è stata approvata con D.M. 07.03.2014 Pubblicato sul sito ufficiale del Mipaaf[8]

## Tipologie
Per tutte le tipologie, esclusa la Freisa frizzante, è obbligatorio indicare l'annata di produzione delle uve. 

### Rosso
| uvaggio                        | tutti i vitigni a bacca nera non aromatici, iscritti nel registro nazionale come idonei alla coltivazione nella Regione Piemonte. |
| colore                         | rubino, tendente al granato |
| odore                          | caratteristico, vinoso, intenso                                                                                                   |
| sapore                         | asciutto, di buon corpo, talvolta vivace                                                                                          |
| titolo alcolometrico minimo    | 11,00 % vol. |
| acidità totale minima          | 4,5 g/l. |
| estratto secco minimo          | 19,0 g/l |
| resa massima di uva per ettaro | 100 q. |
| resa massima di uva in vino    | 70 % |

### Barbera
| uvaggio                        | Barbera minimo 85%                               |
| colore                         | rosso rubino                                     |
| odore                          | fruttato e caratteristico                        |
| sapore                         | asciutto, sapido, armonico, eventualmente vivace |
| titolo alcolometrico minimo    | 11,00 % vol.                                     |
| acidità totale minima          | 4,5 g/l.                                         |
| estratto secco minimo          | 22,0 g/l                                         |
| resa massima di uva per ettaro | 110 q.                                           |
| resa massima di uva in vino    | 70 %                                             |

### Cabernet Sauvignon
È consentita la menzione vigna, purché la produzione massima di uva non sia superiore a 80 q.li/ha, le uve provengano totalmente dal medesimo vigneto e il toponimo sia registrato nell'apposito elenco regionale.
| uvaggio                        | Cabernet-sauvignon minimo 85%    |
| colore                         | rosso rubino                     |
| odore                          | caratteristico, tenue e delicato |
| sapore                         | secco, di buon corpo, vellutato  |
| titolo alcolometrico minimo    | 11,50 % vol.                     |
| acidità totale minima          | 4,5 g/l.                         |
| estratto secco minimo          | 23,0 g/l                         |
| resa massima di uva per ettaro | 100 q.                           |
| resa massima di uva in vino    | 70 %                             |

### Dolcetto
| uvaggio                        | Dolcetto                                                                        |
| colore                         | rosso rubino                                                                    |
| odore                          | vinoso, caratteristico, gradevole                                               |
| sapore                         | asciutto, gradevolmente amarognolo, di discreto corpo armonico, talvolta vivace |
| titolo alcolometrico minimo    | 11,00 % vol.                                                                    |
| acidità totale minima          | 4,5 g/l.                                                                        |
| estratto secco minimo          | 19,0 g/l                                                                        |
| resa massima di uva per ettaro | q.                                                                              |
| resa massima di uva in vino    | 70 %                                                                            |

### Dolcetto novello
| uvaggio                        | Dolcetto                            |
| colore                         | rosso rubino                        |
| odore                          | fruttato, caratteristico, gradevole |
| sapore                         | asciutto, talvolta vivace           |
| titolo alcolometrico minimo    | 11,00 % vol.                        |
| acidità totale minima          | 4,5 g/l.                            |
| estratto secco minimo          | 19,0 g/l                            |
| resa massima di uva per ettaro | 100 q.                              |
| resa massima di uva in vino    | 70 %                                |

### Freisa
È consentita la menzione vigna, purché la produzione massima di uva non sia superiore a 80 q.li/ha, le uve provengano totalmente dal medesimo vigneto e il toponimo sia registrato nell'apposito elenco regionale.
| uvaggio                        | Freisa                                         |
| colore                         | rosso rubino o rosso cerasuolo                 |
| odore                          | caratteristico delicato                        |
| sapore                         | amabile, fresco, secco, morbido, oppure vivace |
| titolo alcolometrico minimo    | 11,00 % vol.                                   |
| acidità totale minima          | 4,5 g/l.                                       |
| estratto secco minimo          | 19,0 g/l                                       |
| resa massima di uva per ettaro | 90 q.                                          |
| resa massima di uva in vino    | 70 %                                           |

### Freisa frizzante
| uvaggio                        | Freisa                           |
| colore                         | rosso rubino o rosso cerasuolo   |
| odore                          | caratteristico delicato          |
| sapore                         | amabile, fresco, secco e morbido |
| spuma                          | fine ed evanescente              |
| titolo alcolometrico minimo    | 11,00 % vol.                     |
| acidità totale minima          | 4,5 g/l.                         |
| estratto secco minimo          | 19,0 g/l                         |
| resa massima di uva per ettaro | 90 q.                            |
| resa massima di uva in vino    | 70 %                             |

### Merlot
È consentita la menzione vigna, purché la produzione massima di uva non sia superiore a 80 q.li/ha, le uve provengano totalmente dal medesimo vigneto e il toponimo sia registrato nell'apposito elenco regionale.
| uvaggio                        | Merlot                           |
| colore                         | rosso rubino                     |
| odore                          | caratteristico, tenue e delicato |
| sapore                         | secco, di buon corpo, vellutato  |
| titolo alcolometrico minimo    | 11,50 % vol.                     |
| acidità totale minima          | 4,5 g/l.                         |
| estratto secco minimo          | 23,0 g/l                         |
| resa massima di uva per ettaro | 100 q.                           |
| resa massima di uva in vino    | 70 %                             |

### Nebbiolo
| uvaggio                        | Nebbiolo                                                |
| colore                         | rosso rubino, talvolta con riflessi aranciati           |
| odore                          | caratteristico, tenue e delicato                        |
| sapore                         | secco o amabile di buon corpo, vellutato, oppure vivace |
| titolo alcolometrico minimo    | 11,50 % vol.                                            |
| acidità totale minima          | 4,5 g/l.                                                |
| estratto secco minimo          | 19,0 g/l                                                |
| resa massima di uva per ettaro | 100 q.                                                  |
| resa massima di uva in vino    | 70 %                                                    |

### Rosato
| uvaggio                        | Barbera o Dolcetto o Nebbiolo minimo 60% |
| colore                         | rosato o rosso rubino chiaro             |
| odore                          | caratteristico, tenue e delicato         |
| sapore                         | secco o amabile, vellutato e armonico    |
| titolo alcolometrico minimo    | 11,50 % vol.                             |
| acidità totale minima          | 4,5 g/l.                                 |
| estratto secco minimo          | 16,0 g/l                                 |
| resa massima di uva per ettaro | 100 q.                                   |
| resa massima di uva in vino    | 70 %                                     |

### Rosso passito
È previsto un periodo di invecchiamento di 10 mesi.
| uvaggio                        | Barbera o Dolcetto o Nebbiolo minimo 85%  |
| colore                         | rosso rubino intenso con riflessi granati |
| odore                          | intenso, complesso, caratteristico        |
| sapore                         | dolce, vellutato e armonico               |
| titolo alcolometrico minimo    | 16,00 % vol. di cui almeno 11,50 % svolti |
| acidità totale minima          | 3,5 g/l.                                  |
| estratto secco minimo          | 27,0 g/l                                  |
| resa massima di uva per ettaro | 100 q.                                    |
| resa massima di uva in vino    | 30 %                                      |

### Pinot Nero
È consentita la menzione vigna, purché la produzione massima di uva non sia superiore a 80 q.li/ha, le uve provengano totalmente dal medesimo vigneto e il toponimo sia registrato nell'apposito elenco regionale.
| uvaggio                        | Pinot nero                                    |
| colore                         | rosso rubino, talvolta con riflessi aranciati |
| odore                          | caratteristico, tenue e delicato              |
| sapore                         | secco, di buon corpo, vellutato               |
| titolo alcolometrico minimo    | 11,50 % vol.                                  |
| acidità totale minima          | 4,5 g/l.                                      |
| estratto secco minimo          | 22,0 g/l                                      |
| resa massima di uva per ettaro | 100 q.                                        |
| resa massima di uva in vino    | 70 %                                          |

### Bianco
| uvaggio                        | tutti i vitigni a bacca bianca non aromatici, iscritti nel registro nazionale come idonei alla coltivazione nella Regione Piemonte. |
| colore                         | giallo paglierino più o meno intenso                                                                                                |
| odore                          | delicato, fine, intenso con eventuali sentori di legno                                                                              |
| sapore                         | delicato, armonico, talvolta vivace                                                                                                 |
| titolo alcolometrico minimo    | 10,50 % vol. |
| acidità totale minima          | 4,5 g/l. |
| estratto secco minimo          | 14,0 g/l |
| resa massima di uva per ettaro | 110 q. |
| resa massima di uva in vino    | 70 % |

### Arneis
| uvaggio                        | Arneis per almeno l'85%                                      |
| colore                         | giallo paglierino                                            |
| odore                          | caratteristico, fine, intenso con eventuali sentori di legno |
| sapore                         | asciutto, fresco, delicato, talvolta vivace                  |
| titolo alcolometrico minimo    | 10,50 % vol.                                                 |
| acidità totale minima          | 4,5 g/l.                                                     |
| estratto secco minimo          | 15,0 g/l                                                     |
| resa massima di uva per ettaro | 110 q.                                                       |
| resa massima di uva in vino    | 70 %                                                         |

### Arneis passito
È previsto un periodo di invecchiamento di 10 mesi.
| uvaggio                        | Arneis per almeno l'85%                            |
| colore                         | dal giallo dorato all'ambrato più o meno intenso   |
| odore                          | intenso, complesso, con eventuali sentori di legno |
| sapore                         | dolce, vellutato, armonico                         |
| titolo alcolometrico minimo    | 15,50 % vol. di cui almeno 11,00 % svolti          |
| acidità totale minima          | 4,5 g/l.                                           |
| estratto secco minimo          | 25,0 g/l                                           |
| resa massima di uva per ettaro | 110 q.                                             |
| resa massima di uva in vino    | 30 %                                               |

### Bianco passito
È previsto un periodo di invecchiamento di 10 mesi.
| uvaggio                        | Arneis o Chardonnay o Nascetta o Riesling          |
| colore                         | dal giallo dorato all’ambrato più o meno intenso   |
| odore                          | intenso, complesso, con eventuali sentori di legno |
| sapore                         | dolce, vellutato, armonico                         |
| titolo alcolometrico minimo    | 15,50 % vol.                                       |
| acidità totale minima          | 4,5 g/l.                                           |
| estratto secco minimo          | 25,0 g/l                                           |
| resa massima di uva per ettaro | 110 q.                                             |
| resa massima di uva in vino    | 30 %                                               |

### Chardonnay
È consentita la menzione vigna, purché la produzione massima di uva non sia superiore a 80 q.li/ha, le uve provengano totalmente dal medesimo vigneto e il toponimo sia registrato nell'apposito elenco regionale.
| uvaggio                        | Chardonnay                                            |
| colore                         | giallo paglierino chiaro con sfumature verdognole     |
| odore                          | profumo caratteristico con eventuali sentori di legno |
| sapore                         | secco, vellutato, morbido, armonico, talvolta vivace  |
| titolo alcolometrico minimo    | 10,50 % vol.                                          |
| acidità totale minima          | 4,5 g/l.                                              |
| estratto secco minimo          | 14,0 g/l                                              |
| resa massima di uva per ettaro | 100 q.                                                |
| resa massima di uva in vino    | 70 %                                                  |

### Favorita
È consentita la menzione vigna, purché la produzione massima di uva non sia superiore a 80 q.li/ha, le uve provengano totalmente dal medesimo vigneto e il toponimo sia registrato nell'apposito elenco regionale.
| uvaggio                        | Favorita                                                |
| colore                         | giallo paglierino                                       |
| odore                          | caratteristico, delicato con eventuali sentori di legno |
| sapore                         | secco con retrogusto amarognolo, talvolta vivace        |
| titolo alcolometrico minimo    | 10,50 % vol.                                            |
| acidità totale minima          | 4,5 g/l.                                                |
| estratto secco minimo          | 14,0 g/l                                                |
| resa massima di uva per ettaro | 100 q.                                                  |
| resa massima di uva in vino    | 70 %                                                    |

### Nascetta
È consentita la menzione vigna, purché la produzione massima di uva non sia superiore a 80 q.li/ha, le uve provengano totalmente dal medesimo vigneto e il toponimo sia registrato nell'apposito elenco regionale.
| uvaggio                        | Nascetta                                                                    |
| colore                         | giallo paglierino chiaro con eventuali sfumature verdognole                 |
| odore                          | profumo caratteristico con eventuali sentori di legno                       |
| sapore                         | secco, vellutato, morbido, armonico, eventualmente tannico, talvolta vivace |
| titolo alcolometrico minimo    | 11,50 % vol.                                                                |
| acidità totale minima          | 4,5 g/l.                                                                    |
| estratto secco minimo          | 16,0 g/l                                                                    |
| resa massima di uva per ettaro | 100 q.                                                                      |
| resa massima di uva in vino    | 70 %                                                                        |

### Riesling
È consentita la menzione vigna, purché la produzione massima di uva non sia superiore a 80 q.li/ha, le uve provengano totalmente dal medesimo vigneto e il toponimo sia registrato nell'apposito elenco regionale.
| uvaggio                        | Riesling                                                                               |
| colore                         | giallo paglierino chiaro con sfumature verdognole                                      |
| odore                          | leggero, profumo caratteristico con eventuali sentori di legno                         |
| sapore                         | secco, abboccato, vellutato, morbido, armonico, eventualmente tannico, talvolta vivace |
| titolo alcolometrico minimo    | 11,50 % vol.                                                                           |
| acidità totale minima          | 4,5 g/l.                                                                               |
| estratto secco minimo          | 16,0 g/l                                                                               |
| resa massima di uva per ettaro | 100 q.                                                                                 |
| resa massima di uva in vino    | 70 %                                                                                   |

### Rossese bianco
È consentita la menzione vigna, purché la produzione massima di uva non sia superiore a 80 q.li/ha, le uve provengano totalmente dal medesimo vigneto e il toponimo sia registrato nell'apposito elenco regionale.
| uvaggio                        | Rossese bianco                                        |
| colore                         | paglierino chiaro con sfumature verdognole            |
| odore                          | profumo caratteristico con eventuali sentori di legno |
| sapore                         | secco, vellutato, morbido, armonico talvolta vivace   |
| titolo alcolometrico minimo    | 11,50 % vol.                                          |
| acidità totale minima          | 4,5 g/l.                                              |
| estratto secco minimo          | 14,0 g/l                                              |
| resa massima di uva per ettaro | 100 q.                                                |
| resa massima di uva in vino    | 70 %                                                  |

### Sauvignon
È consentita la menzione vigna, purché la produzione massima di uva non sia superiore a 80 q.li/ha, le uve provengano totalmente dal medesimo vigneto e il toponimo sia registrato nell'apposito elenco regionale.
| uvaggio                        | Sauvignon                                                      |
| colore                         | giallo paglierino chiaro con sfumature verdognole              |
| odore                          | leggero, profumo caratteristico con eventuali sentori di legno |
| sapore                         | secco, vellutato, morbido, armonico, talvolta vivace           |
| titolo alcolometrico minimo    | 11,50 % vol.                                                   |
| acidità totale minima          | 4,5 g/l.                                                       |
| estratto secco minimo          | 14,0 g/l                                                       |
| resa massima di uva per ettaro | 100 q.                                                         |
| resa massima di uva in vino    | 70 %                                                           |

### Sottozona "Nascetta del comune di Novello" o "Nas-cëtta del comune di Novello"
La produzione è regolamentata tramite un allegato in calce al disciplinare. 
È consentita la menzione vigna purché le uve provengano totalmente dal medesimo vigneto, il toponimo sia registrato nell'apposito elenco regionale e il vino abbia titolo alcolometrico minimo del 12,50 %.
È obbligatoria l'indicazione dell'annata di produzione delle uve e le bottiglie devono essere di forma albeisa; sono da preferire i terreni collinari, marnosi, in altitudini tra i 200 e i 500 metri s.l.m. ed è consentita la correzione del mosto o del vino più giovane con analogo mosto o vino più vecchio e viceversa, nella misura massima del 15%.
| Denominazione                  | vino fermo                                                                                                 | vino passito                                                               |
| uvaggio                        | Nascetta                                                                                                   | Nascetta                                                                   |
| colore                         | giallo paglierino anche leggermente carico, con eventuali riflessi verdognoli                              | dal giallo dorato all’ambrato, più o meno intenso                          |
| odore                          | mediamente aromatico, fruttato, delicato e fresco con eventuali sentori di agrumi, fiori di acacia e legno | intenso, di vino passito, con eventuali note aromatiche e legnose          |
| sapore                         | elegante, armonico, di buona struttura,con eventuale retrogusto amarognolo, caratteristico                 | strutturato, dolce, pieno, armonico, eventualmente tannico, caratteristico |
| titolo alcolometrico minimo    | 12,00% % vol.                                                                                              | 16,00% vol., di cui svolto almeno 12,00% vol.                              |
| zuccheri residui               | | minimo 50 g/l.                                                             |
| acidità totale minima          | 4,5 g/l.                                                                                                   | 4,5 g/l.                                                                   |
| estratto secco minimo          | 16,0 g/l.                                                                                                  | 25,0 g/l.                                                                  |
| resa massima di uva per ettaro | 90 q. | 90 q.                                                                      |
| resa massima di uva in vino    | 70 % | 30 %                                                                       |
| invecchiamento minimo          | 5 mesi | 10 mesi                                                                    |